# Христиани, Давид
Давид Христиани (нем. David Christiani; 25 декабря 1610, Грайфенберге в Померании (ныне Грыфице, Польша) — 13 февраля 1688, Гисен) — немецкий лютеранский богослов и математик, педагог, профессор, доктор философии .
Образование получил в Грайфсвальдском университете , Бранденбургском университете во Франкфурте-на-Одере и Ростокском университете . Читал лекции в университетах Ростока, Марбурга и Страсбурга . После того как он стал генеральным суперинтендентом шведской армии, начались военные волнения, поэтому Христиани ещё не вступив в должность, сначала обучался в Базельском университете в 1638 году, а затем изучал арамейский и сирийский языки в Марбургском университете.
Был профессором математики в Марбургском университете, потом профессором богословия и математики в Гиссене. 
Напечатал: «Disputatio de triplici mundi systemate» (Марбург, 1645); «Sistema geographiae universalis» (Марбург, 1645); «Astronomia hassiaca» (Гиссен, 1651), «Tractatus physicus astronomicus de cometarum essentia» (Гиссен, 1653).